# Promotore creditizio
Il promotore creditizio è un collaboratore del mediatore creditizio, di cui questi si avvale per il contatto con il pubblico, nell'ambito della sua attività di collegamento tra istituti di credito, banche o intermediari finanziari e la potenziale clientela interessata all'accesso al credito.
La figura è stata introdotta dal decreto legislativo 141/2010, in recepimento della direttiva comunitaria 2008/48/CE, riguardante i contratti di credito ai consumatori, come "collaboratore" - entrato nel linguaggio comune di settore anche con il termine di "promotore creditizio".
Il promotore creditizio è un consulente in grado di valutare la situazione creditizia e le esigenze del cliente, cercare il prodotto più adatto, gestire le pratiche e le relazioni con l'istituto bancario. 

## Profilo professionale
Il profilo professionale è definito dal decreto legislativo 141/2010 nell'articolo 128-novies alla voce "Dipendenti e collaboratori".
I promotori creditizi operano in regime monomandatario per il mediatore creditizio e sono ad esso equiparati per quanto riguarda i requisiti di accesso alla professione e lo svolgimento dell'attività. 
I mediatori creditizi hanno l'obbligo di assicurare e verificare, attraverso l'adozione di adeguate procedure interne, che i propri dipendenti e collaboratori, di cui si avvalgono per il contatto con il pubblico, rispettino le norme loro applicabili, possiedano i requisiti di onorabilità e professionalità e curino l'aggiornamento professionale. Tali soggetti sono tenuti a superare una prova valutativa, i cui contenuti sono stabiliti dall'OAM. I dipendenti e i promotori creditizi delle società di mediazione creditizia devono superare una prova valutativa per poter essere inseriti nelle liste che i mediatori forniscono all'OAM e che sono consultabili pubblicamente sul sito dell'organismo. 

## Requisiti
I collaboratori devono essere in possesso dei requisiti di onorabilità e professionalità indicati nell'art. 128-septies, comma 1, lettere d) ed e), del TUB, ad esclusione del superamento dell'apposito esame.
- Titolo di studio non inferiore al diploma di istruzione secondaria superiore, rilasciato a seguito di corso di durata quinquennale ovvero quadriennale, integrato dal corso annuale previsto per legge, o un titolo di studio estero ritenuto equipollente a tutti gli effetti di legge
- Frequenza ad un corso di formazione professionale nelle materie rilevanti nell'esercizio dell'agenzia in attività finanziaria.
- Superamento della prova valutativa i cui contenuti sono stabiliti nella Circolare OAM n. 5/12.